# Clematis zhejiangensis
Clematis zhejiangensis là một loài thực vật có hoa trong họ Mao lương. Loài này được R.J.Wang mô tả khoa học đầu tiên năm 1999.